# 鐵道技術研究暨驗證中心
鐵道技術研究暨驗證中心（簡稱鐵研中心）是中華民國交通部推動前瞻基礎建設計畫中為發展臺灣軌道產業，所設置的國家級軌道技術專責機構。由交通部鐵道局負責硬體建設業務及籌辦公設財團法人，2022年成立於高雄市臺灣高鐵燕巢總機廠旁。未來可與高鐵燕巢機廠、國立高雄科技大學、國立成功大學、金屬工業研究發展中心等單位產學合作，有助於南部地區形成軌道產業技術新聚落。

## 功能定位
藉由成立國家級軌道技術專責機構，進而促成國內軌道產業及軌道運輸長遠發展，與相關單位關聯。
第三方公正機構
擔任交通部在軌道產業發展之技術幕僚，對產業政策提供技術建議、協助草擬部頒軌道系統技術規範及軌道產業國家標準，以及辦理監理業務，進行事故調查及安全檢查。
與國內檢驗研究機構合作
整合國內技術資源(包括：國家中山科學研究院、工業技術研究院、金屬工業研究發展中心、財團法人台灣電子檢驗中心、車輛研究測試中心、以及各大專院校學術機構)，建立合作機制，扮演國內軌道技術發展之主導者角色。
支援軌道營運安全及維修技術
提供各軌道營運機構在維修過程及備料開發方面所需之技術支援，減少維修備品進口需求，進而降低營運維修成本。
與國際接軌
做為國內軌道系統與國際接軌之重要平台，並協助產業拓展海外商機，輸出國內軌道技術或零組件。

## 歷史沿革
參考軌道產業先進國家皆設有軌道技術研究專責機構帶動產業發展，爰藉由政府推動前瞻建設包含38項軌道計畫及臺鐵購車計畫作為契機，建立國內軌道技術研究暨驗證中心。
- 2015年12月，交通部函報「軌道技術研究暨驗證中心計畫」可行性研究暨综合規劃報告送請行政院審議。[3]
- 2017年3月22日，行政院核定「軌道技術研究暨驗證中心計畫」可行性研究暨綜合規劃報告[5]。
- 2019年11月13日，公告《財團法人鐵道技術研究及驗證中心設置條例》[6]。
- 2019年11月26日，開工動土典禮[7]。
- 2021年2月，董事會正式運作。3月8日，行政大樓完工啟用[8]。
- 2022年年底，研發實驗室及檢測設備完工啟用。

## 歷任首長
董事長
1. 胡湘麟：2021年2月—2024年2月（交通部次長兼任）
2. 胡湘麟：2024年2月—2025年7月
3. 黃運貴：2025年7月—現任（原交通部路政及道安司司長）

執行長
1. 郭振銘：2021年—2022年（借調國立成功大學土木系教授）
2. 陳文德：2025年7月—現任（前鐵道局副局長）